# اکو، نیجریه
اکو، نیجریه (به لاتین: Akko, Nigeria) یک سکونتگاه مسکونی در نیجریه است که در ایالت گومبه واقع شده‌است.

## خصوصیات
اکو ۲٬۶۲۷ کیلومترمربع مساحت و ۳۳۷٬۸۵۳ نفر جمعیت دارد.